# Подводные лодки проекта 629
Подводные лодки проекта 629 — серия советских дизель-электрических подводных лодок с баллистическими ракетами, построенных в 1950-х — 1960-х годах под руководством главного конструктора Н. Н. Исанина.
Впервые в СССР лодки изначально проектировались для оснащения баллистическими ракетами. Каждая субмарина несла три ракеты типа Р-13, причём верхние части шахт размещались в ограждении рубки.

## История проектирования и строительства
Техническое задание на разработку дизель-электрической подводной лодки, оснащённой баллистическими ракетами ЦКБ-16 получил в мае 1954 года. В соответствии с ним, предполагалось с целью максимальной унификации в качестве базы для новой лодки взять отработанный проект 641. Уже на стадии эскизного проектирования конструкторы показали, что требования заказчиков выполнены быть не могут, поэтому ТТЗ было переработано и в январе 1956 года вновь утверждено, причём так как создание ракетного комплекса Д-2 велось параллельно строительству лодок, то было принято предложение Н. Исанина о строительстве лодок с комплексом Д-1 и конструкционным резервом для их последующего переоснащения.
Головные корабли, Б-92 и Б-93, были заложены в Северодвинске и Комсомольске-На-Амуре уже в 1957 году, в конце 1958 года они вышли на испытания и одновременно началось серийное строительство лодок, продолжавшееся до 1962 года. На Севере было построено 16 кораблей, на Дальнем Востоке — 8, в том числе одна дальневосточная лодка, заводской номер 138 — для ВМС КНР.

## Модификации
Лодки проекта 629 модернизировались для оснащения различными новыми типами ракет и, таким образом, послужили полигоном для отработки всех типов БРПЛ, которые стояли на вооружении в 1960—2000 годах.

### Проект 629Б
Шестнадцатый корабль серии, К-142, был построен по изменённому проекту и предназначался для отработки твердотопливного ракетного комплекса Д-6 и жидкотопливного Д-4 с ракетой Р-21. После 27 запусков ракеты Р-21 она была принята на вооружение в составе комплекса Д-4.

### Проект 629А
В июле 1962 года было принято решение модернизировать лодки проекта 629 по проекту 629А, предусматривающему установку ракетного комплекса Д-4 с ракетами Р-21. Проект был разработан с условием минимизации объёма работ по модернизации. Основные изменения претерпел 4-й отсек и его межкорпусное пространство. Устанавливались новые ракетные шахты и дополнительные балластные цистерны для предотвращения всплытия лодки после стрельбы.

### Проект 629Р
В 1971—1972 годах на базе лодки типа 629 был разработан проект подводной лодки-ретранслятора 629Р, предназначенной обеспечивать устойчивую связь командования флота с надводными и подводными кораблями, находящимися в любой точке Мирового океана. Проект предусматривал демонтаж ракетного комплекса, кормовых торпедных аппаратов и навигационного комплекса «Плутон-629» для размещения антенн, радиооборудования и навигационного комплекса «Мост-У». Устойчивая одновременная работа на приём и на передачу обеспечилась путём разнесения приёмных и передающих антенн и дополнительной защитой приёмников от помех. Предусматривалось переоснащение четырёх лодок проекта 629: К-83, К-107, K-61 и К-113. Впоследствии от модификации К-113 отказались. Переоснащённые корабли получили названия БС-83, БС-107, БС-61. Все три корабля вошли в строй к 1978 году.

### Проект 605
Лодка К-102 при переоборудовании была оснащена ракетным комплексом Д-5 с ракетами Р-27 и Р-27К (4К-18, SS-NX-13), предназначенными для поражения точечных целей на берегу и авианосцев соответственно . Первоначально планировалась установка шести ракет, однако в связи с ограничениями, чтобы не размещать два комплекта управляющей аппаратуры, ограничились четырьмя ракетами. Проект был разработан в 1968—1969 годах, переоборудование корабля завершилось к сентябрю 1973 года. Испытания ракеты прошли с 11 сентября 1973 года по 15 августа 1975 года. Другие корабли проекта 629 под эту ракету не переоборудовались. Ракетным комплексом Д-5 оснащались субмарины проекта 667А «Навага».

### Проект 601
Лодка К-118 проекта 629 была модернизирована для испытания ракетного комплекса Д-9 с 6 ракетами типа РСМ-40 (Р-29). Проект требовал существенной переработки корабля, было заменено около 70 % лёгкого корпуса и больше половины отсеков прочного корпуса. Испытания были начаты с 1976 года. 
После проведённых испытаний комплекс Д-9 поступил на вооружение. Им оснащались АПЛ проекта 667Б «Мурена». Планируется, что модификация этого комплекса, Д-9РМУ2, будет находиться на вооружении по крайней мере до 2020 года.

### Проект 619
Лодка К-153 была переоборудована для испытания ракетного комплекса Д-19 и получила наименование БС-153. Переоборудование было выполнено на Севмаше, лодка была оснащена одной шахтой для запуска девяностотонной трёхступенчатой ракеты типа РСМ-52 (Р-39). Испытания прошли на Чёрном море в 1979 году, было выполнено семь запусков бросковых макетов. Впоследствии комплекс Д-19 устанавливался на самые большие лодки в мире — ТРПКСН проекта 941 «Акула».
В дальнейшем планировалось использовать для испытания ракетного комплекса Д-19УТТХ (Р-39УТТХ «Барк»).

## Представители
| Название при постройке | Завод | Заводской номер | Заложена        | Спущена           | Принята          | Модификация | Переименования                | Окончание службы                                         |
| ---------------------- | ----- | --------------- | --------------- | ----------------- | ---------------- | ----------- | ----------------------------- | -------------------------------------------------------- |
| Б-92                   | СМП   | 801             | 14 октября 1957 | 16 сентября 1958  | 29 декабря 1959  | 629А        | К-96, Б-96                    | 1 октября 1988 года                                      |
| Б-40                   | СМП   | 802             | 16 декабря 1957 | 16 сентября 1958  | 30 декабря 1959  | 629А        | К-72, Б-372                   |                                                          |
| Б-41                   | СМП   | 803             | 17 февраля 1958 | 16 июня 1959      | 25 ноября 1959   | 629А        | К-79, Б-79                    |                                                          |
| Б-42                   | СМП   | 804             | 26 апреля 1958  | 23 июля 1959      | 29 ноября 1959   | 629Р        | К-83, Б-83, БС-83             |                                                          |
| Б-121                  | СМП   | 805             | 28 мая 1958     | 19 сентября 1959  | 25 декабря 1959  | 605         | К-102                         |                                                          |
| Б-125                  | СМП   | 806             | 12 ноября 1958  | 23 апреля 1960    | 17 августа 1960  | 629Р        | К-107, Б-107, БС-107          | декабрь 1990 года                                        |
| Б-45                   | СМП   | 807             | 20 ноября 1958  | 4 июня 1960       | 15 сентября 1960 | 629А        | К-88, Б-183                   |                                                          |
| К-61                   | СМП   | 808             | 20 мая 1959     | 27 августа 1960   | 26 ноября 1960   | 629Р        | Б-29, Б-167, БС-167           |                                                          |
| Б-156                  | СМП   | 809             | 10 июля 1959    | 17 сентября 1960  | 30 ноября 1960   | (629Н?)     | К-113, БC-113, РЗС-97, ПЗС-65 |                                                          |
| Б-149                  | СМП   | 810             | 22 октября 1959 | 29 сентября 1960  | 10 декабря 1960  | 629А        | К-118, Б-118, РЗС-439         |                                                          |
| Б-95                   | СМП   | 811             | 18 марта 1960   | 9 мая 1961        | 31 августа 1961  | 629А        | К-36, (К-100?), Б-106         | 14 марта 1989                                            |
| Б-48                   | СМП   | 812             | 9 августа 1960  | 27 мая 1961       | 23 сентября 1961 | 629А        | К-91, Б-91                    |                                                          |
| К-93                   | СМП   | 813             | 10 октября 1960 | 18 июля 1961      | 16 ноября 1961   | 629А        | Б-93                          |                                                          |
| К-110                  | СМП   | 814             | 1 декабря 1960  | 25 августа 1961   | 28 ноября 1961   | 629         | Б-110, БС-110?                |                                                          |
| К-153                  | СМП   | 815             | 7 декабря 1960  | 27 сентября 1961  | 15 декабря 1961  | 619         | БС-153                        |                                                          |
| К-142                  | СМП   | 816             | 20 января 1961  | 17 сентября 1961? | 29 декабря 1962  | 629Б, 629А  | Б-142                         |                                                          |
| Б-93                   | № 199 | 131             | 5 октября 1957  | 16 августа 1958   | 31 декабря 1959  | 629А        | К-126, Б-126                  | 1989                                                     |
| Б-103                  | № 199 | 132             | 15 марта 1958   | 6 мая 1959        | 31 декабря 1959  | 629А        | К-129                         | погибла 8 марта 1968                                     |
| Б-109                  | № 199 | 133             | 19 июля 1958    | 10 сентября 1959  | 12 октября 1960  | ?           | К-136, БС-136                 |                                                          |
| Б-113                  | № 199 | 134             | 29 ноября 1958  | 12 мая 1960       | 12 декабря 1961  | 629А        | К-139, Б-139                  |                                                          |
| Б-46                   | № 199 | 135             | 11 апреля 1959  | 7 мая 1961        | 16 декабря 1961  | 629А        | К-75, Б-575                   |                                                          |
| Б-51                   | № 199 | 136             | 31 октября 1959 | 20 августа 1961   | 27 января 1962   | 629А        | К-99, Б-99                    |                                                          |
| К-163                  | № 199 | 137             | 26 ноября 1960  | 7 июля 1962       | 19 декабря 1962  | 629А        | Б-163                         |                                                          |
| данных нет             | № 199 | 138             | 1959-1960       | 1961-1962         | 1962-1964        | 031G        | № 200                         | построена для ВМС КНР, по состоянию на 2013 была в строю |

## Галерея
- Схема проекта 629Б
- Схема проекта 629А
- Схема проекта 601
- Схема проекта 605
- Схема проекта 619
- Схема проекта 629Р
- Схема проекта 031G

## Сноски и источники
1. ↑  Проекты 629 и 629А. Сайт "Штурм Глубины". Дата обращения: 7 февраля 2011. Архивировано 19 марта 2012 года.
2. ↑  Проект 629Б. Дата обращения: 15 октября 2007. Архивировано 3 июня 2013 года.
3. ↑  Проект 629Р. Дата обращения: 15 октября 2007. Архивировано 29 января 2012 года.
4. ↑  Проект 605. Дата обращения: 15 октября 2007. Архивировано 29 января 2012 года.
5. ↑  Проект 601. Дата обращения: 15 октября 2007. Архивировано 12 ноября 2004 года.
6. ↑  Проект 619. Дата обращения: 15 октября 2007. Архивировано 29 января 2012 года.
7. ↑  Как сокращали морские стратегические ядерные силы Архивная копия от 14 июля 2014 на Wayback Machine, proatom.ru, 22/06/2009